# 黄晨 (围棋棋手)
黄晨（1988年8月17日—），男，浙江宁波人，中华人民共和国围棋职业棋手。

## 生平
2000年获世界青少年围棋锦标赛少年组亚军2001年第12届国际业余围棋混双赛冠军（与范蔚菁搭档）。
2002年入段，2008年升为五段。黄晨曾多次代表西安曲江队参加围甲联赛。